# Arnold Kalle
Arnold Friedrich Wilhelm Kurt Kalle (* 21. Juni 1873 Biebrich am Rhein; † 1952) war ein deutscher Oberstleutnant, Militärattaché, Oberregierungsrat und Politiker (DVP).

## Leben und Wirken
Kalle war der Sohn des Geheimen Regierungsrats, Fabrikanten und Bergbeamten sowie Mitbegründers der Chemischen Fabrik Kalle und Co. in Biebrich, Jakob Friedrich (Fritz) Kalle (1837–1915) und dessen Ehefrau Anna, geborene Kerdyk. Sein Cousin war der Fabrikant und Reichstagsabgeordnete Dr. Wilhelm Ferdinand Kalle (1870–1954).
Als junger Mann trat er in die Preußische Armee ein, in der er ab 1893 als Kavallerieoffizier Karriere machte. 1908 wurde Kalle Hauptmann im Generalstab, ab 1909 war er im Stab des Generalkommandos des XV. Armee-Korps in Straßburg tätig.
1912 wurde Kalle als Militärattaché an die deutsche Botschaft in Madrid entsandt, wo ihm ab 1913 die Pflege der militärpolitischen Beziehungen des Deutschen Reiches zum spanischen Königreich oblagen. Durch seine Tätigkeit in Spanien kam er im Jahr 1916 mit der Agentin Mata Hari in Kontakt. Kalle und Mata Hari hatten eine Affäre, Mata Hari sagte später vor einem französischen Militärgericht, dass sie für die sexuellen Kontakte auch Geld von Kalle nahm. Ferner erhielt Mata Hari als Agentin der Franzosen von Kalle Informationen über die Auftankung deutscher U-Boote in spanischen Häfen und die Einschleusung deutscher Agenten nach Monaco. Diese Informationen waren wohl veraltet, und Kalle wusste, dass sie dem französischen Geheimdienst längst bekannt waren. Kalle wiederum schickte Informationen, die er von Mata Hari erhalten hatte, in einem verschlüsselten Telegramm nach Amsterdam. Dieses Telegramm wurde jedoch vom britischen Geheimdienst abgefangen und entschlüsselt. Die Briten hielten nun Mata Hari für eine mögliche Doppelagentin und warnten die Franzosen vor ihr, die ihr daraufhin eine Falle stellten. Im Februar 1917 wurde Mata Hari verhaftet. Sie wurde vor einem französischen Militärgericht wegen Spionage für das Deutsche Reich angeklagt, für schuldig befunden und hingerichtet.
Nach seiner Rückkehr ins Deutsche Reich im Frühjahr 1919 trat Kalle in die von Gustav Stresemann neugegründete Deutsche Volkspartei (DVP) ein. Aus der Armee schied als Oberstleutnant aus. Von Februar 1920 amtierte er als stellvertretender Staatskommissar für öffentliche Ordnung des Landes Preußen. Zum Geheimen Regierungsrat ernannt fungierte er zugleich im Preußischen Staatsministerium als Bevollmächtigter Preußens für die Verbindung zum Reichsrat. Hier war er Beamter im Reichsdienst. Während der Ereignisse des Kapp-Putsches im März 1920 heftig in die Kritik geraten, verteidigte er die Rolle der Institution als verfassungsschützendes Organ und bemühte sich anhand von Arbeitsergebnissen seinen Vorgesetzten Hermann Emil Kuenzer zu verteidigen. Aus dieser eingetretenen Misere, dass der bürgerliche Staat nicht genug gegen die rechtsgerichteten Angriffe der Putschisten geschützt war, wurde die Schlussfolgerung zur Bildung eines Reichsbehörde für den Verfassungsschutz abgeleitet. Diese Institution sollte eng mit dem zu bildenden Reichskriminalamt zusammenwirken. Als Stresemann im August 1923 zum Reichskanzler berufen wurde, wurde Kalle als Reichspressechef Mitglied der Reichsregierung. Seine Ernennung erfolgte am 31. August 1923. Das Amt übte er bis zum 23. Dezember 1923, also auch noch in der Folgeregierung, aus.
Kalle heiratete am 19. November 1926 die Schauspielerin Erika Glässner